# 格勒本巴赫河
48°15′36″N 11°26′29″E / 48.26000°N 11.44139°E

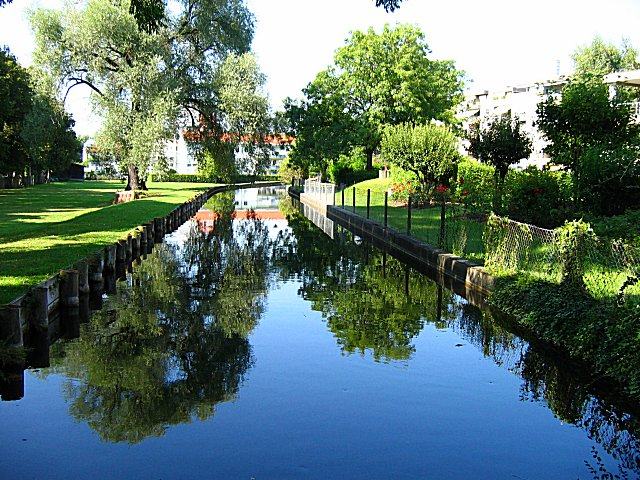
格勒本巴赫河

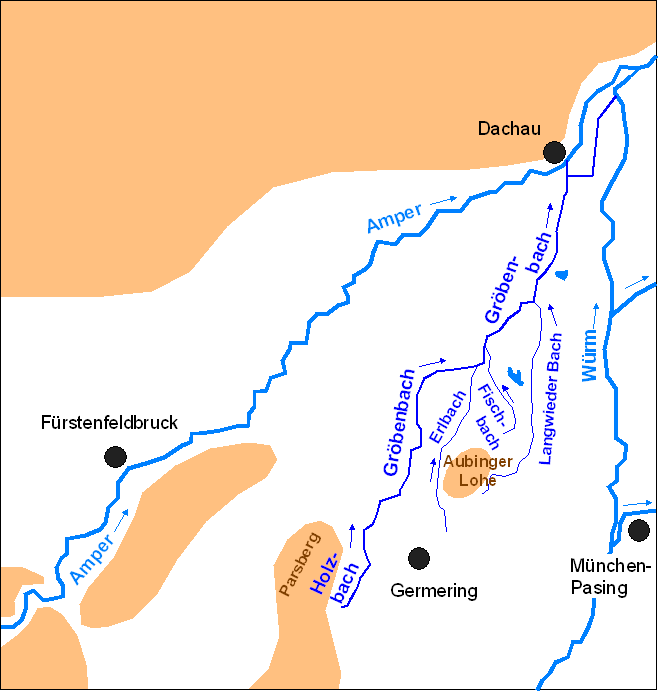
地圖

格勒本巴赫河（德語：Gröbenbach），是德國的河流，位於該國東南部，由巴伐利亞負責管轄，屬於安珀河的右支流，河道全長21.7公里，流域面積129平方公里。